# Isaak Davies
Isaak Davies, né le 25 septembre 2001 à Aberdare au pays de Galles, est un footballeur gallois qui joue au poste d'attaquant à Cardiff City.

## Biographie

### En club
Né à Aberdare au pays de Galles, Isaak Davies est formé par Cardiff City. Il joue son premier match en professionnel le 23 octobre 2021, lors d'une rencontre de championnat face au Middlesbrough FC. Il entre en jeu à la place de Mark Harris et son équipe s'incline par deux buts à zéro.
Davies inscrit son premier but en professionnel le 9 janvier 2022, lors d'une rencontre de coupe d'Angleterre contre Preston North End. Titulaire, il ouvre le score sur un service de Marlon Pack et Cardiff s'impose par deux buts à un après prolongations,.
Le 3 mars 2022, Isaak Davies prolonge son contrat avec Cardiff jusqu'en juin 2025,.
Le 2 août 2023, Isaak Davies est prêté en Belgique, au KV Courtrai pour une saison.

### En sélection
Isaak Davies représente l'équipe du pays de Galles des moins de 17 ans, pour un total de cinq matchs joués, tous en 2017. Il marque également un but contre le Kosovo le 13 octobre (victoire 2-0 des Gallois).
En août 2021, Isaak Davies est appelé pour la première fois avec l'équipe du pays de Galles espoirs. Le 7 septembre 2021 il joue son premier match avec cette sélection contre la Bulgarie. Il entre en jeu lors de cette rencontre remportée par les siens sur le score de quatre buts à zéro.